# Przysięga Horacjuszy
Przysięga Horacjuszy (fr. Le Serment des Horaces) – obraz francuskiego malarza Jacques’a-Louis Davida z 1784.
Jest to obraz o bardzo dokładnie przemyślanej kompozycji zamkniętej. Znajdujące się w tle trzy łuki arkadowe sprawiają, że jest on podzielony na wyraźne trzy pionowe części. W każdej z nich umieszczone są postacie. W części lewej znajduje się trzech młodych, uzbrojonych mężczyzn. Stoją oni obok siebie, w wykroku, wszyscy wyciągają po jednej ręce w stronę starszego od nich mężczyzny, stojącego w środkowej części dzieła. On również stoi w wykroku, a w wyciągniętych w stronę młodzieńców rękach trzyma trzy miecze. Grupę w prawej części obrazu stanowią trzy kobiety i dwoje dzieci, obejmowanych przez jedną z nich. Są one wyraźnie pogrążone w smutku, rozpaczy. Wszystkie postacie ubrane są w stroje rodem ze starożytnego Rzymu. Punktem ogniskowym kompozycji jest miejsce, w którym stykają się wyciągnięte dłonie mężczyzn i miecze.
Do oddania iluzji przestrzeni wykorzystana została perspektywa linearna. Całość jest bardzo realistyczna, a podstawą dzieła jest bardzo dokładny rysunek. Obraz namalowany został gładko; nigdzie nie widać duktu pędzla.
Kolorystyka obrazu jest raczej stonowana, utrzymana w barwach ciepłych. Jest bardzo dużo różnych żółci, brązów i ugrów, widać również sporo błękitów i bieli. Wzrok przyciąga duża, czerwona plama, którą tworzy okrycie mężczyzny pośrodku. Na obrazie widoczne są liczne kontrasty światłocieniowe, zwłaszcza na szatach postaci.
Temat obrazu, przysięga Horacjuszy, zaczerpnięty został z dzieła historyka starożytnego Rzymu Tytusa Liwiusza Ab Urbe condita i wpisuje się w potrzebę epoki uwypuklenia cnót obywatelskich i patriotyzmu w przeddzień Rewolucji Francuskiej 1789. Przedstawieni na obrazie bracia dają wyraz swojej solidarności i wierności ojczyźnie, będąc symbolem najwyższych cnót republikańskich – przedłożenia interesu ojczyzny ponad własne życie. Bracia (trzej mężczyźni po lewej), przed wyruszeniem na decydujący pojedynek również z trzema Kuriacjuszami, mający zakończyć wojnę między klanami, ślubują ojcu (postać w środku), zwycięstwo albo śmierć. Kobiety po prawej rozpaczają z powodu tej dramatycznej decyzji. Kobieta w białej szacie, siostra Horacjuszy, rozpacza tym mocniej, że jeden z Kuriacjuszy to jej narzeczony, więc, zależnie od wyniku walki, straci brata lub ukochanego. Według legendy, została ona po zwycięskiej bitwie zgładzona przez jedynego ocalałego Horacjusza, który nie mógł znieść, że jego rodzona siostra opłakuje śmierć wroga Rzymu.
Przysięga Horacjuszy to zdecydowanie klasyczny obraz Jacques’a–Louis Davida, w pełni wpasowujący się w wymogi epoki. Bazuje na bardzo dokładnym rysunku anatomicznym i perspektywicznym, temat pochodzi wprost z historii starożytnej. Mistrzowsko zinterpretowany przez Davida ideał antyczny sprawił, że pokazane po raz pierwszy w 1785 dzieło zostało bardzo entuzjastycznie przyjęte.